# マックスバリュ
マックスバリュ（MaxValu）は、イオングループの日本国内9法人および日本国外4法人が展開するスーパーマーケット（SM）である 。食料品を中心に取り扱っており、日本国内で721店舗（2024年2月時点）、日本国外で92店舗展開している（2020年2月時点）。

## 概要

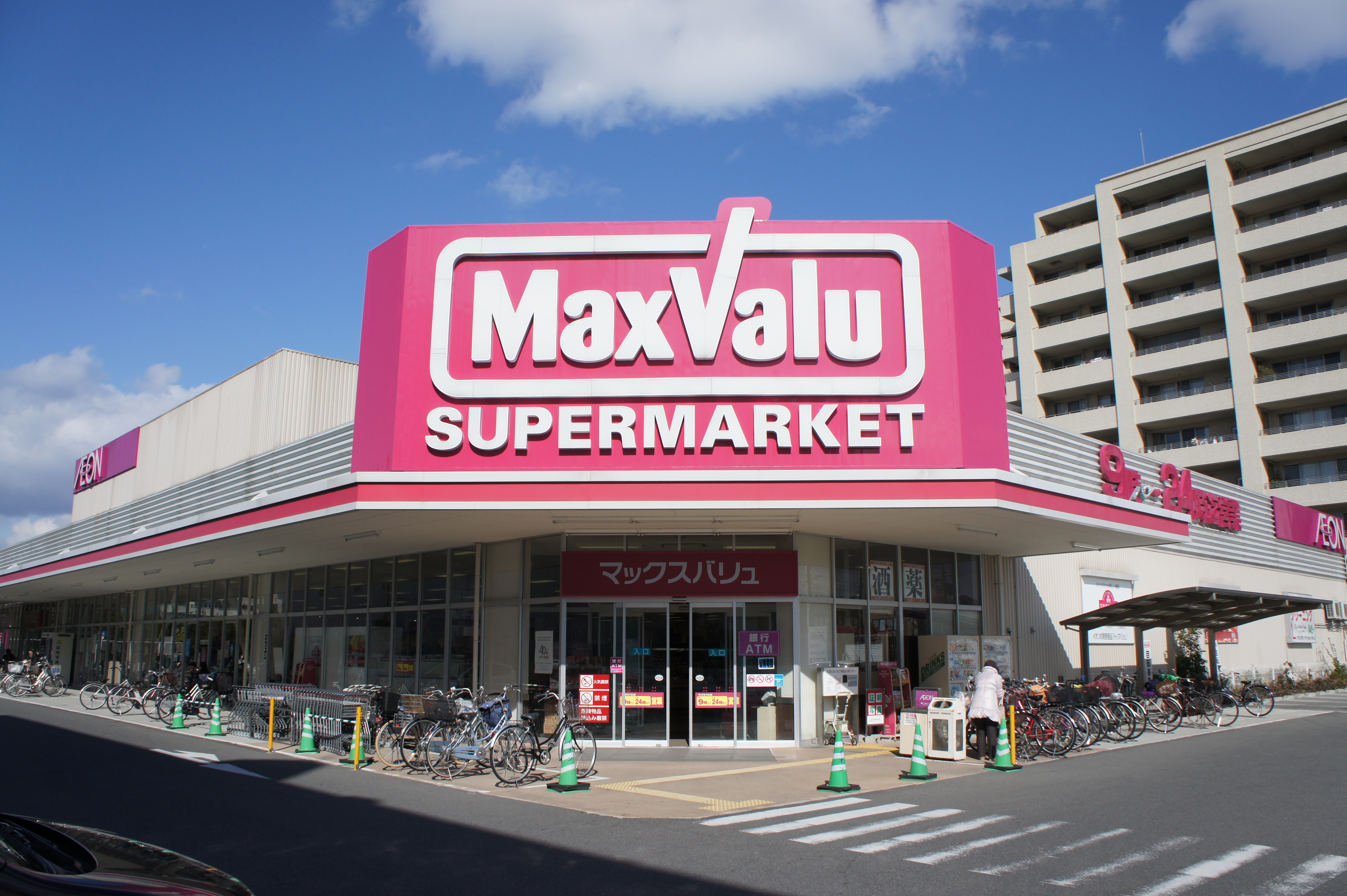
マックスバリュ高槻南店

1994年（平成6年）10月28日に1号店、マックスバリュー江刺店（岩手県江刺市、現在の奥州市江刺、2019年1月31日閉店）が開店した。開発当初の名前は「マックスバリュー」（MAXVALU）で、シンボルマークの変更に伴い、1999年4月の新店から現在の「マックスバリュ」に改称された。
スーパースーパーマーケット（SSM）と呼ばれる大型スーパーマーケットとドラッグストアをコンビネーションした業態として、アメリカのフード＆ドラッグ（FOOD&DRUG）のコンビネーションストアを参考に開発されたとされている。1993年に発足したプロジェクトチームによりコンセプトが作成され、売場面積3000 m2、商圏人口3万人など、開発当初はフォーマットが細かく設定された。
2001年（平成13年）8月1日にマックスバリュ各務原店（岐阜県各務原市）および同松ヶ崎店にて24時間営業を開始。背景には、ライフスタイルの多様化や、大店立地法の施行により営業時間が柔軟に運用できるようになったことがある。イオングループにおける24時間営業の取り組みはこれが初めてで、2002年のジャスコ那珂町店（茨城県那珂郡那珂町、現在の那珂市）を皮切りに、マックスバリュ以外の業態の店舗にも広がっていった。
2010年（平成22年）2月20日にイオンリテールからの事業譲渡（実質的な分社）により新しく6社のマックスバリュ地域法人が発足し、大半のNSCの運営母体が各法人に移行した。
マックスバリュ各地域法人が運営しているヤオハン、ジョイフル東海、ハロー、アーガス、くらし館、札幌フードセンター、ジョイ、いちまる、ピーコックストア、レッドキャベツなどのイオングループによる合併・買収前の屋号の店舗も、売場面積などでマックスバリュの掲げる条件に沿う店舗については、改装などのタイミングでマックスバリュに屋号変更される傾向にある。一部の各地域法人運営店舗では、マックスバリュの掲げる条件に合致しない店舗であっても店舗ブランドを「マックスバリュ」やその派生業態（後述）に統一する事例がある一方で、2008年以降はこれまでとは逆にマックスバリュ店舗をディスカウントストアである「ザ・ビッグ」に業態転換する事例も増加し、「マックスバリュ」がすべて「ザ・ビッグ」に転換された事で消滅した地域も存在する。またマックスバリュからKOHYOやマルナカに改装した店舗もある。
なお、2011年3月に総合スーパーを「イオン」に統一するのに先駆け、同年1月29日に「ヤオハン」から屋号変更した稲取店・湯河原店から、左側に「ÆON」ロゴを配置した店舗ブランドロゴ（表記上は「ÆON MaxValu」）にマイナーチェンジされており、以降に開店した新店舗でも「ÆON」ロゴ入りの店舗ブランドロゴを用いる（なお、「ザ・ビッグ」に関しても2011年1月以降に新規開業した店舗は「ÆON」ロゴ入りの店舗ブランドロゴにマイナーチェンジされている）。
店舗の一例
- 吹田千里丘店（大阪府吹田市）
- 男鹿店（秋田県男鹿市）
- 安謝店（沖縄県那覇市）
※白地に赤文字の看板を採用している例
- 岡崎美合店（愛知県岡崎市）
※NSCへ出店している例
- 博多祇園店（福岡県福岡市）
※元グルメシティ店舗
- 新発寒店（北海道札幌市手稲区）
※3代目ロゴを付した店舗の例
- 桜ヶ丘店（岡山県赤磐市）
※2代目ロゴを付した店舗の例
- 芸濃店※閉店済み（三重県津市）
※初代ロゴを付した店舗の例

### テーマソング
国内ではテレビCMソングとして、また、店内BGMとしてマックスバリュのテーマソングが流れている。大概の店舗では毎時0分の時報代わりに使われており、マックスバリュの名称でない店舗の一部でも店内BGMとしてマックスバリュのテーマソングが流れているものもある。

## 派生業態
マックスバリュの派生業態として、以下のようなものがある。
マックスバリュグランド（MaxValu GRAND）
通常のマックスバリュに比べて品揃えを1.5倍に充実した業態。マックスバリュ西日本が2011年2月26日に本業態1号店、ロックシティ姫路店（兵庫県姫路市）を開業させ、2024年4月時点ではマックスバリュ東海のみが2店舗を展開している。
マックスバリュエクスプレス（MaxValu Express）
都心型小規模店舗に用いている屋号。イオンリテールが2009年3月24日に本業態1号店、川口末広店（埼玉県川口市）を開業したのを皮切りに、2024年4月時点でイオン琉球を除くすべての運営会社で展開している。
マックスバリュタンジャイ（Maxvalu Tanjai）
イオンのタイ法人であるイオンタイランド（AEON（THAILAND）CO.,LTD）がタイで展開する都心型小規模店舗。

- マックスバリュグランド千種若宮大通店（愛知県名古屋市）
- マックスバリュエクスプレス笠寺店（愛知県名古屋市）
- マックスバリュエクスプレス千躰店（大阪府大阪市）
- マックスバリュエクスプレスの看板（2代目ロゴの新ロゴ）の例。マックスバリュエクスプレス姪浜駅前店（福岡県福岡市）

### 消滅した業態
マックスバリュプライム（MaxValu Prime）
上質廉価な品揃えをコンセプトとする業態。マックスバリュ東海が2013年4月12日に本業態1号店、マークイズ静岡店（静岡県静岡市葵区）を開業させたが、後に（時期不明）マックスバリュ業態へ転換され、2023年1月17日をもって閉店した。
マックスバリュスーパーセンター
当時のジャスコ株式会社が、スーパーセンター業態の1号店として「マックスバリュスーパーセンター」の屋号で弥富店を開業させた。その後、同店はイオンスーパーセンターの屋号へ変更し、2012年7月27日にはザ・ビッグエクストラの屋号へと更に転換している。

## サービスデー
マックスバリュでは以下のような統一サービスデーを展開している。同じ運営会社であっても「ザ・ビッグ」では適用されない企画も存在する。

### イオングループ共通
- お客さま感謝デー 全国のイオングループの店舗で展開する会員向け割引実施日[23]。
- お客さまわくわくデー - イオングループ共通で展開するカードポイント割り増し加算日[24]。
- G.G感謝デー - 65歳以上の顧客を対象に発行される「ゆうゆうワオン」会員及び55歳以上の顧客を対象に発行される「G.G WAON」会員ならびに55歳以上のイオンカード・イオンバンクカード（設定変更してWAON電子マネー支払いのみ対象）会員向け割引実施日[25]。

### その他
- ありが10デー - イオン東北、マックスバリュ関東、マックスバリュ北陸、光洋、フジ、イオン琉球の店舗では毎月10日に、イオンカード各種での支払い時に付与されるときめきポイントおよびWAONでの支払い時及びWAON POINTカード提示で加算されるWAON POINTが5倍になる。JMB WAONはマイル5倍となるがイオンJMBカードのクレジット払いは対象外である。イオン北海道、マックスバリュ東海、イオン九州は対象外（イオン北海道とイオン九州は「イオン」等も含め対象外）。ただし後述の通り、マックスバリュ東海は「スーパーマックスデー」、イオン九州は「お10くデー」が実施されており、イオンカード提示やWAON払いでポイントの割増ではなく5 %割引となる。マックスバリュ東海、イオン九州は別途企画によりポイントが5倍または10倍の場合は当日の倍率が適用されるため、併用可能である。対象外の企業は毎日ときめきポイント、WAON POINT2倍を実施しておりイオンカード、会員登録済みのWAON（電子マネー）のみ2倍になる[注釈 5]。会員登録のないWAON（電子マネー）やすべてのWAON POINTカード（イオンカードのWAON POINT機能も含む）は対象外。[要出典]

- スーパーマックスデー・お10くデーなど -月1回の特定日に「お客さま感謝デー」と同等の割引特典（一部除外品以外は直営売場の商品が5%割引）が受けられる。イオンカード提示やWAON払いなどを条件とする会社とそうでない会社がある。カードが必要な場合はイオンクレジット提携カード（コスモ・ザ・カード・オーパスなど）でも原則対象であるがWAONPOINTカードは2020年4月より対象外であり支払い方法も感謝デー同様である。マックスバリュ運営各社の独自施策で、名称も各社で異なる。[独自研究?]

- HYPERフードデー（イオン北海道、毎月12日、カード不要）[26] - 旧マックスバリュ北海道当時からの施策。[要出典]イオン北海道への合併（2020年3月1日）後も従前の通り「マックスバリュ（エクスプレスを含む[注釈 6]）」「フードセンター」[注釈 7]のみでの実施となる（「イオン」などでは実施しない）[26]。
- マックスサンデー（マックスバリュ北陸、毎月第1日曜日、カード必要） - 後述の通り、マックスバリュ北陸としてのレジを利用していない福井県内の店舗（直営店舗のエクスプレス鯖江下野田店を除く）は実施対象外。[要出典]
- スーパーマックスデー（マックスバリュ東海、毎月10日、カード必要[28]） - 旧マックスバリュ中部当時からの施策で、マックスバリュ中部を合併（2019年9月1日）する以前のマックスバリュ東海では実施していなかったが、統合に伴いマックスバリュ東海の全店（後述の、神奈川県にあるサービスデー非実施の店舗は除く）で実施するようになった。なおマックスバリュ東海は前述の通り、以前は「ありが10デー」を実施していた。[要出典]
- おトク!サンデー（フジ、毎月第2日曜日、カード不要）- 旧マックスバリュ西日本当時からの施策[注釈 8]。2021年2月までは「マックスデー」と称していたが、2021年3月の山陽マルナカ・マルナカとの合併に合わせて名称変更。フジへの合併（2024年3月1日）後も従前の通り「マックスバリュ」「マルナカ」のみでの実施となる（「フジ」では実施しない）[30]。
- お10くデー（イオン九州、毎月10日、カード必要） - もともとイオン九州が運営していた「イオン」・「ホームワイド」等で導入された施策であったが、2019年3月10日よりマックスバリュ九州が運営する「マックスバリュ」でも開始された（2020年9月1日付でマックスバリュ九州自体がイオン九州へ合併）。[要出典]

この他にナイスキッズデー（マックスバリュ東海が運営する岐阜県、三重県、滋賀県全域と愛知県尾張エリアの店舗、毎月7日）は県や政令指定都市が発行する子育て支援カード提示の場合に限り一部除外品以外は直営売場の商品が5%割引が受けられる。同じマックスバリュ東海の静岡県、神奈川県、山梨県全域、愛知県三河エリアの店舗では実施していない。またマックスバリュ東海の静岡県、山梨県、神奈川県全域と愛知県三河エリアの店舗（一部エクスプレス店舗は除く）ではすこやかカメさんの日（6のつく日）もあり65歳以上の顧客を対象に発行される「すこやかカメさんカード」会員は直営売場の商品が1割引が受けられる。

### 店舗の運営企業移管により取り扱いが変更
- 膳所店（滋賀県大津市、元は光洋運営）や愛知県の旧ピーコックストア店舗（元はイオンマーケット運営）は、マックスバリュ中部（当時）への移管により「ありが10デー」が実施されなくなった。ピーコックストア平針店（愛知県名古屋市天白区）は2014年にマックスバリュ中部へ移管（マックスバリュを経てザ・ビッグ エクスプレスに変更）されたことによりいったんは廃止となったが、2019年にイオンビッグに移管されたことにより再開されている。[要出典]
- マックスバリュ東海の店舗はマックスバリュ中部との合併に際して、マックスバリュ中部が先行して実施していた「スーパーマックスデー」を実施することとなり、入れ替わりで「ありが10デー」を廃止した。ただしマックスバリュ東海が運営していたザ・ビッグは、イオンビッグへ移管されたため「ありが10デー」が継続されている[要出典][注釈 10]。
- マックスバリュ西日本の店舗はマルナカ・山陽マルナカとの合併に伴い、マルナカで実施していた「ありが10デー」をマックスバリュにも拡げる形で2021年3月より開始された。2024年3月にマックスバリュ西日本がフジと合併して以降も継続されているが、フジの店舗は対象外。[要出典]

提携カードは2016年5月までは対象外であったが「WAON POINTカード」導入に伴うサービス内容見直しにより2016年6月10日開催分より企画の対象となった。2020年4月10日以降も引き続き対象である。全店舗ザ・ビッグになった後にイオンビッグと合併した旧マックスバリュ長野および旧マックスバリュ南東北の店舗、マルナカ（旧山陽マルナカ運営）になった後ダイエーに移管された店舗ではマックスバリュ時代から現在まで対象である。
マックスバリュ西日本ではマルナカ・山陽マルナカとの合併に伴って2021年3月より新たに開始された「おトク!サンデー」（毎月第2日曜日）による5%割引もあるが（後述）、実施日が「ありが10デー」と重なった場合は併用可能である。かつてマックスバリュ東北（現イオン東北）が毎月第2日曜日に「バリュデー」を実施しており10日と日曜日が重なった場合は5%割引と併用可能であったり、マックスバリュ関東も10日に「マックス感謝デー」が実施されており併用可能であったが（後述）、現在はいずれの5%割引企画も廃止されている。
2019年8月などときめきポイント10倍の企画が実施される場合はイオンカードのクレジット払い以外に限り本企画が適用され、イオンカードのクレジット払いは倍率の高い企画を優先して適用される。本企画はWAON POINTカード提示の現金支払いも対象なのに対しマックスバリュ東海やイオン九州の5 %割引はWAON POINTカードの提示のみでは対象外となる。
- マックスバリュ東海、マックスバリュ関東が運営する一部店舗（主に旧イオンエブリの店舗、他社のテナントとして出店している為）では上記のすべての特典を実施していない[注釈 14]。また福井県の店舗（エクスプレス鯖江下野田店を除く[注釈 15]）ではウエルシアホールディングスと資本業務提携を行っているホームセンターみつわまたは子会社のウエルシア薬局とレジを共用しているため、上記のサービスデーが実施されない代わりにウエルシア薬局に準じた割引やポイントサービスが実施されている[要出典][注釈 16]。
- イオン琉球とマックスバリュ北陸（2015年3月1日から）ではイオン（2021年2月28日時点では北海道、関東、甲信越、東海、沖縄)と同じタッチポイントが毎週土、日曜日に実施されていた[注釈 17]2021年2月28日をもってイオン店舗も含め全国すべての店舗で廃止された。[要出典]
- マックスバリュ中部（現マックスバリュ東海）の店舗で2013年3月より実施してきた「火曜市WAONトクトクポイント」は2016年3月29日をもって終了し現在マックスバリュでは開催している法人は存在しない。かつてマックスバリュ長野も実施していたが「ザ・ビッグ」への改装により廃止されている。なお屋号が「イオン」、「イオンスタイル」の店舗についても2016年10月11日以降順次様の企画を廃止しており現在は北海道のみの開催である。[要出典]
- イオンカード（提携カードも含む。ただしイオンJMBカードは除く。）のクレジット支払い利用者は2016年6月1日からは毎日（3倍以上の企画時を除く。）「ときめきポイント」2倍となる。2019年7月1日より会員登録済みのWAON（電子マネー）は毎日（3倍以上の企画時を除く。）WAON POINTが2倍となる。またOMCカード（iDやQUICPayは不可。）のクレジット支払い利用者は2015年8月1日からは毎日「わくわくポイント」3倍となる（2016年6月23日（一部店舗、運営法人は同月1日より順次）から2020年3月31日まではWAON POINTカードまたはイオンカードの提示でさらにWAON POINTも加算される。）。ただしOMCカード発行元の三井住友カード（旧・SMBCファイナンスサービス）の企画であり店舗では宣伝していないが、同社のサイト内に「イオン・ダイエー特典のあるカード」として紹介されている[広報 5]。

### 廃止
- マックス感謝デー（マックスバリュ関東、毎月10日、カード必要）[要出典]
- バリュデー（マックスバリュ東北、毎月第2日曜日、カード不要）[要出典]
- 買物袋持参運動 - スタンプが20個たまると、1枚でトップバリュ商品・イオン音符つきマイバッグ100円引き、または毎月11日イオン・デーの黄色いレシートキャンペーンへの寄付、3枚でマイバッグ携帯用、5枚でマイバッグレジカゴ用と交換できた。なお、運営会社によっては特典が異なる場合があったほか、現在はレジ袋有料化に伴い全店舗が優遇サービスをすでに終了している。[要出典]

## 店舗展開と運営会社

### 日本国内
日本国内では地域毎の9の運営会社により、宮城県・福島県・茨城県・栃木県・群馬県・長野県・奈良県・和歌山県・徳島県・高知県を除く37都道府県に店舗を展開している 。

#### 地域ごとの運営企業
2022年3月1日現在、運営を手がけるイオングループ国内9社と営業エリアは下記の通り。なお、各社の手がけるその他の店舗ブランドについては各社の記事を参照のこと。なお、マックスバリュ関東はイオンと丸紅が共同で設立したユナイテッド・スーパーマーケット・ホールディングスの完全子会社、光洋はダイエーの100%子会社である。
| 運営会社           | 対象地域                                                                      | 備考 |
| ------------------ | ----------------------------------------------------------------------------- | --- |
| イオン北海道       | 北海道                                                                        | |
| イオン東北         | 秋田県、青森県、岩手県、山形県                                                | 当社の店舗は宮城県・福島県にもあるが、マックスバリュは別会社で展開された後に全店舗が「ザ・ビッグ」へ転換しため存在しない。 かつて（マックスバリュ東北時代）は新潟県にも展開。 |
| マックスバリュ関東 | 東京都、埼玉県、千葉県 神奈川県（川崎市のみ）                                 | かつては茨城県にも展開 |
| マックスバリュ北陸 | 石川県、新潟県、富山県、福井県                                                | |
| マックスバリュ東海 | 静岡県、愛知県、岐阜県、三重県、滋賀県、山梨県、神奈川県（川崎市以外）        | |
| 光洋               | 大阪府、京都府 兵庫県（尼崎市、西宮市、神戸市東灘区・垂水区・長田区・須磨区） | かつては奈良県、和歌山県、滋賀県にも展開。 |
| フジ               | 兵庫県（上記以外） 広島県、山口県、島根県、鳥取県、岡山県、香川県、愛媛県     | かつて（マックスバリュ西日本時代）は徳島県にも展開。 また高知県は吸収合併により「マルナカ」のみ当社の運営で出店。                                                             |
| イオン九州         | 福岡県、佐賀県、長崎県、大分県、熊本県、宮崎県、鹿児島県                      | |
| イオン琉球         | 沖縄県                                                                        | |

以下の県には出店が無い。
| 県       | 過去の運営会社       | 備考 |
| -------- | -------------------- | --- |
| 宮城県   | マックスバリュ南東北 | 残存全店舗が「ザ・ビッグ」に転換。 （後にイオンビッグに合併）                                                                                                   |
| 福島県   | マックスバリュ南東北 | 残存全店舗が「ザ・ビッグ」に転換。 （後にイオンビッグに合併）                                                                                                   |
| 群馬県   | イオン               | イオンがイオンリテールへ事業を譲渡する以前に撤退。 |
| 栃木県   | マックスバリュ南東北 | 那須店の閉店により撤退（隣接のメガマート那須店はザ・ビッグ那須店に転換し、イオンビッグが運営）。                                                                |
| 茨城県   | マックスバリュ関東   | 常陸太田店が閉店したことにより撤退。 一部店舗はカスミへ譲渡。                                                                                                   |
| 長野県   | マックスバリュ長野   | 残存全店舗が「ザ・ビッグ」に転換。 （後にイオンビッグに合併）                                                                                                   |
| 奈良県   | 光洋 山陽マルナカ    | 光洋はJR奈良店のみ2015年11月に「KOHYO」へ転換 。 山陽マルナカの店舗は「マルナカ」に転換後にダイエーに移管され屋号も「ダイエー」となった。                       |
| 和歌山県 | 光洋 イオン          | イオンタウン貴志川にかつて（光洋やイオンリテールに事業移管する以前）イオンも出店していた。 現在はイオンタウンに他社スーパーが出店する珍しいケースとなっている。 |
| 高知県   | なし                 | フジが運営する「フジ」「マルナカ」は所在している。 |
| 徳島県   | マックスバリュ西日本 | 残存全店舗が「ザ・ビッグ」に転換。 また同県内にフジが運営する「フジ」「マルナカ」は所在している。                                                               |

#### 2014年3月までの営業エリアの変遷
2000年代初頭の計画ではマックスバリュ地域法人の1社への統合も模索した時期があったが、光洋やマルナカ・ピーコックストアの買収による運営会社の増加や地域密着の方針に完全に転換したこともあり、一部の地域法人の統合や事業エリアの再編（同一営業エリアで複数社の運営店舗が混在しているものの移管など）を行うのみにとどまった。
マックスバリュは、もともとイオンが中心となって手がけており、2008年の事業譲渡（事実上の企業分割）後はイオンリテールが中心となって展開していた。それと並行して、イオングループ傘下に加わった各地域のスーパーマーケット運営会社が展開していた独自ブランド店舗を「マックスバリュ」に業態変更する形で店舗数を拡大していった。店舗展開にあたってはこのような経緯があるため、同じイオングループの同一店舗ブランドながら複数の運営会社の店舗が混在する営業エリアが存在する。
元々イオンリテールが単独で出店していた地域である（南東北、関東（神奈川県を除く）、長野、北陸）か、イオンリテールとマックスバリュ地域会社との混在から新会社ともともと同一地域で運営していた別のマックスバリュ地域会社との混在に変わっただけ（北東北、関東（神奈川県のみ）、中京）であることからその目的の解消とはあまり関係ないが、2010年2月にはイオンリテール運営のマックスバリュをイオンが新たに設立したマックスバリュ地域会社6社（マックスバリュ北東北（後述の通り消滅）・マックスバリュ南東北（後述の通り消滅かつ消滅直前はマックスバリュを運営していなかった）・マックスバリュ関東・マックスバリュ中京（後述の通り消滅）・マックスバリュ長野（後述の通り消滅かつ消滅直前はマックスバリュを運営していなかった）・マックスバリュ北陸）へ吸収分割により移管した。その際、同じ新潟県の糸魚川店と異なりマックスバリュ北陸に移管されず全国で唯一、イオンリテール直営店舗のままとなっていた中条店も2011年3月1日に「イオン」へブランド変更されたため、イオンリテール運営のマックスバリュが消滅するとともに、新潟県のマックスバリュはマックスバリュ北陸運営のもののみが残ることになった（ただしその後一時、マックスバリュ東北の運営店舗が新潟県で営業していた。次節参照）。
なお上記のイオンリテールから分社化されたマックスバリュ運営会社については、マックスバリュ中京は2013年3月にマックスバリュ中部へ吸収合併（これにより岐阜県のマックスバリュはマックスバリュ中部運営に一本化）、マックスバリュ北東北は2014年3月にマックスバリュ東北へ吸収合併（これにより岩手県のマックスバリュはマックスバリュ東北運営に一本化）された。

#### 2014年4月 - 2018年の営業エリアの変遷
2014年4月1日には、ピーコックストア（イオンマーケット運営）のうち愛知県内の店舗がマックスバリュ中部（当時）に移管され「マックスバリュ」に改称。2016年3月1日には同様に関西地区の店舗が光洋へ移管され、こちらは移管の時点ではピーコックストアの店名を残しつつも、2024年2月までに全店舗が「マックスバリュ」や「KOHYO」へ転換もしくは閉店された。
2014年6月には、滋賀県で唯一光洋の運営であった膳所店をマックスバリュ中部へ譲渡。これにより滋賀県のマックスバリュはマックスバリュ中部運営に一本化された。
2015年9月1日には、ダイエーの店舗網再編計画に伴い、北海道内の「グルメシティ」6店舗と「ダイエー」札幌円山店の7店舗をマックスバリュ北海道へ、九州地区の「グルメシティ」13店舗と「ダイエー」吉塚パピヨンプラザ店の14店舗をマックスバリュ九州へそれぞれ移管し、「ザ・ビッグ」へ業態転換する南福岡店と店舗建て替えのため休業中の深堀店を除く19店舗は移管およびリニューアルオープンを機に「マックスバリュ」に順次屋号変更された（このうち12店舗は継承日当日にリニューアルオープン。残りの店舗も同月中に順次リニューアルオープン、深堀店は2019年7月26日に「マックスバリュ」としてオープン）。
2013年7月19日にマックスバリュ東北がパワーズフジミの一部店舗を譲り受けて新潟県に進出したため、以後新潟県には再びマックスバリュ北陸と2社の店舗が所在する状態となったが、2016年2月27日までに同社が運営していた全店舗の営業を終了した（3月1日にイオンリテールへ移管のうえ、「イオン」に屋号変更した上で同年3月15日から30日に順次営業を再開）ことにより、同県のマックスバリュは再びマックスバリュ北陸運営のもののみとになった。
2016年にはマックスバリュ関東が運営する店舗が茨城県から消滅した（跡地には同じ系列のカスミがオープンした）。
2014年10月より山陽マルナカが奈良県や大阪府にマックスバリュを展開するようになったため、両府県において光洋と山陽マルナカが混在するようになっていたが、2017年4月1日に「山陽マルナカ」へ屋号変更したことに伴い、両府県のマックスバリュは光洋運営のもののみとなった（なお、「山陽マルナカ」へ屋号変更した2店舗は2019年3月1日付でダイエーへ運営移管され、2021年12月1日より屋号も「ダイエー」に変更された）。ただし奈良県については、2019年4月20日に光洋運営のマックスバリュも消滅したことにより、同県内にマックスバリュは所在しなくなった。

#### 2019年 - 2021年の営業エリアの変遷
イオンはグループ中期経営計画に基づいて改革の検討が進められていたスーパーマーケット事業について、2018年（平成30年）10月10日に各地域毎で事業の経営統合に関する基本合意書が締結されたことが発表された。マックスバリュの運営会社においては2019年から2020年にかけ、以下の再編が実施された。
なお、基本合意書締結発表時は協議予定の段階であった東北エリアに関しては、2019年（令和元年）12月10日に経営統合に関する最終合意がなされ、統合方法や時期などが正式に発表された。
また、基本合意書締結発表時に統合方法や時期を発表したものの、その後、経営統合の時期が延期となっていた九州エリアに関しては、2020年（令和2年）4月10日に合併契約が締結され、新たな統合方法や時期などが正式に発表された。
- マックスバリュ北海道は2020年3月1日付でイオン北海道へ吸収合併され、北海道におけるスーパーマーケットと総合スーパーの運営会社が沖縄県と同様に一体化された[53]。
- マックスバリュ東北は2020年（令和2年）3月1日付で株式交換によりイオンの完全子会社（完全子会社化に伴い、同年2月26日に最終売買・翌同年2月27日付で上場廃止）となるとともに[54]、イオンリテール東北カンパニーから東北地区の「イオン」やイオンスーパーセンター株式会社が運営する「イオンスーパーセンター」にテナントとして出店しているリカー売場が有する食品およびデイリーコンビニエンス事業とディベロッパー事業（これらの事業はマックスバリュ東北の営業エリア外である宮城県・福島県の店舗を含み、かつ、イオンリテールストアが管理する旧ダイエー店舗のイオン仙台店も含まれる）を吸収分割によって承継する経営統合が行われ、イオン東北へ商号変更した[55][56]。
- マックスバリュ東海とマックスバリュ中部は2019年（令和元年）9月1日付でマックスバリュ東海を存続会社として合併した[57][58]。この結果、愛知県のマックスバリュは当社運営に一本化された。ただし、愛知県では運営会社こそ一本化されたものの、一部のサービスについては実施地域が従前のエリアを継承しているため県内で差異がある（マックスバリュ東海#サービスデーを参照）。また、神奈川県については一本化はなされていない（川崎市の店舗がマックスバリュ関東運営のまま）。[独自研究?]
  - またこれを前に、両社が運営していた「ザ・ビッグ」については2019年（令和元年）6月1日にマックスバリュ中部運営の愛知県・三重県・滋賀県の13店舗（同年5月30日をもって閉店した向島店を除く）が[58]、同年7月1日にマックスバリュ東海運営の神奈川県・山梨県・静岡県の35店舗がイオンビッグへ順次移管・統合された[59]。これにより、愛知県・三重県・滋賀県のザ・ビッグはイオンビッグ運営に一本化されたほか、イオンビッグが名古屋市及び神奈川県・山梨県・静岡県へ進出した。なお、イオンビッグは2021年（令和3年）6月1日にマックスバリュ長野を合併し長野県にも進出した[60][61]。
- 光洋とマックスバリュ西日本は2019年（平成31年）3月1日付でマックスバリュ西日本が運営していた兵庫県の一部店舗[注釈 24]を光洋へ承継するとともに、マックスバリュ西日本が同じグループ会社のマルナカおよび山陽マルナカ[注釈 25]を株式交換によって完全子会社し、経営統合した。光洋は2020年（令和2年）3月1日付でダイエーへ吸収合併される予定であったが、[要出典]2020年（令和2年）1月29日に方針転換してダイエーが光洋を子会社化するに留めることとなり[広報 15]、同年3月1日付でイオンからの株式譲渡によりダイエーの完全子会社となった。マックスバリュ西日本は2021年（令和3年）3月1日付で完全子会社のマルナカと山陽マルナカを吸収合併し、ダイエーへ継承された店舗を除く「マルナカ」の運営を一手に引き継いだ[広報 16]。更に2024年（令和6年）付でフジが事業子会社であったフジ・リテイリングおよびマックスバリュ西日本を吸収合併し、同社が従前から運営していた「フジ」に加えて「マックスバリュ」「マルナカ」の運営も一手に引き継いだ。[要出典]
- マックスバリュ九州は2019年（令和元年）9月1日付でイオン九州ならびにイオンストア九州との共同株式移転によって設立される持株会社の傘下に入ることによる経営統合が行われる予定であったが、同年（平成31年）4月10日に経営統合にかかる協議を継続[広報 17]し、統合時期の延期を発表。その後、2020年（令和2年）8月27日の最終売買、翌同年8月28日の上場廃止を経て、同年9月1日付でイオンストア九州と共にイオン九州へ吸収合併され、沖縄県や前述の北海道同様にスーパーマーケットと総合スーパーの運営会社を一体化した。[要出典]

以上の再編により2020年9月現在、都道府県単位で複数の運営会社による「マックスバリュ」が所在しているのは神奈川県（マックスバリュ関東・マックスバリュ東海）と兵庫県（光洋・フジ）のみとなっている。神奈川県は川崎市のみマックスバリュ関東の店舗が所在し他はマックスバリュ東海の運営であるが、兵庫県については神戸市内に両社の店舗が所在している（区単位では分かれており、フジは西区・北区に展開）。

### 海外
2007年10月23日にタイで、「MaxValu」の海外1号店、MaxValu Nawamin Store（ナワミン店）が開店（1992年3月6日にオープンしたスカピバン店のリニューアル店舗）、また、2007年12月1日にはマレーシア1号店となる、MaxValu Desa Parkcity Store（デサパークシティ店）をオープンした。これら2店舗の開店を機に、海外の現地法人が運営するスーパーマーケットにも「MaxValu」を導入することになり、すでにオープンしている既存のスーパーマーケットも「MaxValu」へ屋号変更した。
また、イオンタイランドでは2010年12月から通常の「MaxValu」のよりも取扱品目を絞り込み、売場面積を半分以下（300 m2前後）にした都市型小型スーパー「Maxvalu Tanjai（マックスバリュ タンジャイ）」をの実験店舗をオープンした。2011年2月25日には「パタナカーン20店」をオープンさせ、本格展開を開始した。なお、「Tanjai」とは、タイ語で「思い通りに、すばやく」を意味する。
2013年に入り、マックスバリュ地域会社の子会社を通じて中華人民共和国での展開も進められている。なお、「マックスバリュ」は中国語で「美思佰楽」と表記される。2013年1月8日にマックスバリュ東海が広東省広州市に永旺美思佰楽（広州）商業有限公司（イオンマックスバリュ広州）を、同年2月7日にはマックスバリュ西日本が山東省青島市に永旺美思佰楽（青島）商業有限公司（イオンマックスバリュ青島）を、同年5月20日にはマックスバリュ中部が江蘇省蘇州市に永旺美思佰楽（江蘇）商業有限公司（イオンマックスバリュ江蘇）を順次設立した。いずれの法人も、イオングループ中国本社の中枢企業である永旺（中国）投資有限公司（イオンチャイナ）との合弁で、イオンマックスバリュ青島は同じ青島市で総合スーパーを展開するグループ企業の青島永旺東泰商業有限公司（青島イオン東泰）も出資している。同年1月19日にはイオンマックスバリュ広州が中国での1号店となる「マックスバリュ太陽新天地店」をオープンした。その後、収益確保が難しい状況が続き、親会社のマックスバリュ西日本が運営する日本国内での事業に専念するため、2018年7月20日にイオンマックスバリュ青島の解散ならびに清算手続きに入ることを発表。その後、前述したマックスバリュ東海とマックスバリュ中部の合併に伴い、マックスバリュ中部の子会社だったイオンマックスバリュ江蘇がマックスバリュ東海の子会社となり、イオンマックスバリュ広州とは同じ子会社の関係となったが、2021年3月17日にマックスバリュ東海がイオンマックスバリュ江蘇の解散並びに清算の手続きに入ることを発表しており、中国での展開はイオンマックスバリュ広州が残るのみとなった。しかし2025年5月にマックスバリュ広州も精算並びに解散の手続きに入ることが発表され、マックスバリュ東海の海外事業撤退及びにマックスバリュが中国から撤退する事となった。
海外での運営会社及び店舗数は以下の通り
- 中国（解散前の2025年5月現在）
  - 永旺美思佰楽（広州）商業有限公司（イオンマックスバリュ広州） - 6店舗[64]
- アセアン
  - AEON Co.（M） Bhd.（イオンマレーシア） - 3店舗[要出典]
  - AEON（Thailand）CO., LTD.（イオンタイランド） - 76店舗（マックスバリュ26店舗、マックスバリュタンジャイ50店舗）[要出典]

## トラブル
2013年8月22日、マックスバリュ大在店（大分県大分市）において男性客がアイスクリームの冷蔵ケースに侵入し、その画像がツイッターに投稿されていた事が発覚した。問題の画像は、同日未明に撮影された事が判明しており、（同店の運営会社である）マックスバリュ九州は同23日まで同店でのアイスクリームの販売を中止し、商品入替および冷蔵ケース消毒・清掃の上、同24日10時より販売を再開した。また同社は本件の被害届を、同23日大分東署に提出した。